# Polotriko

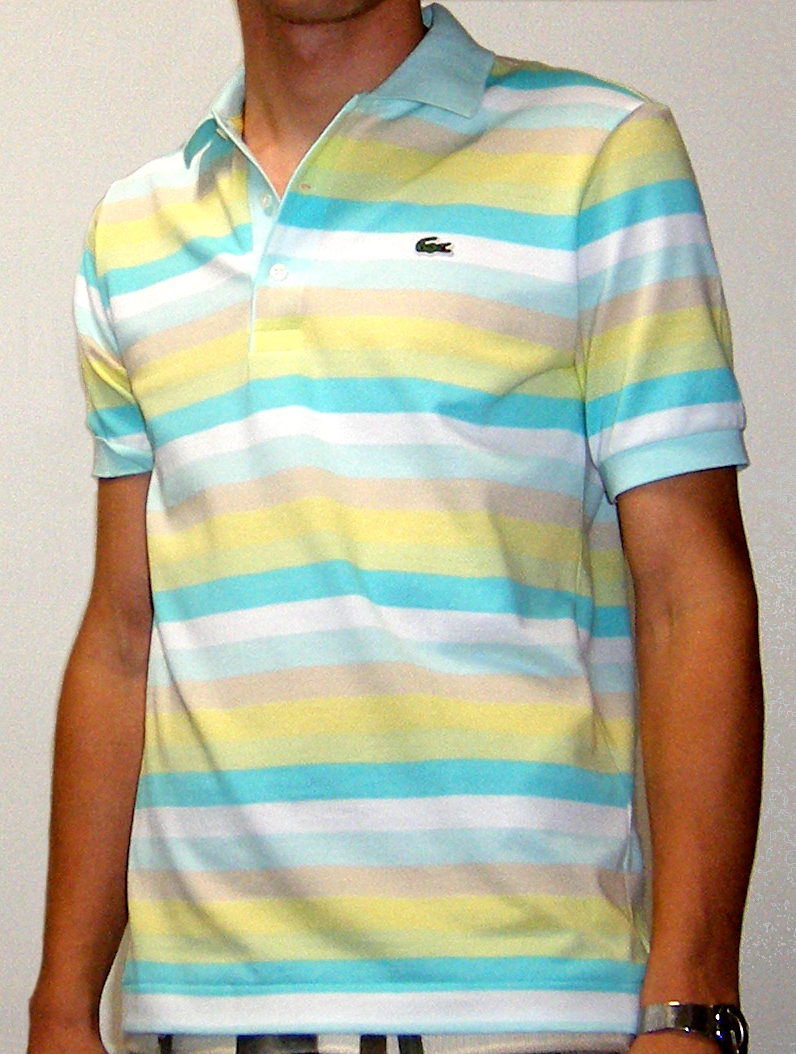
Polokošile od firmy Lacoste

Polotriko (známé také jako golfové triko, tenisové triko či polokošile) je horní díl oděvu střihu klasického trika s tím rozdílem, že v oblasti kolem krku má límeček a obvykle 2 až 3 knoflíčky na zapnutí svrchního dílu. Může nebo nemusí mít náprsní kapsu.
Tento typ trika se vyvinul z oblečení hráčů tenisu. S jeho výrobou započala značka Lacoste, jejímž zakladatelem byl francouzský tenista René Lacoste, který ho jako první oblékl na mistrovství US Open v roce 1926. Když Lacoste v roce 1933 skončil s aktivním sportem, věnoval se intenzivně rozšíření prodeje polokošil.
Polotriko postupně proniklo do některých dalších sportů (golf, jezdecké pólo, různé míčové a týmové hry), poté mezi volnočasové oblečení a to u mužů i u žen.
Vyrábí se hlavně z lehkých pletenin jako je piké,  jemného žebra nebo  single jersey. Mimo těch jsou známé také výrobky z výplňkových pletenin např.   polofeece a  polomikiny.
Předpona polo- pochází od  názvu koňského sportu  pólo, jehož hráči nosili v létě polokošile  při provozování tohoto sportu.